# Opadometa fastigata
Opadometa fastigata är en spindelart som först beskrevs av Simon 1877.  Opadometa fastigata ingår i släktet Opadometa och familjen käkspindlar. Utöver nominatformen finns också underarten O. f. korinchica.